# Gere László (labdarúgó)
Gere László (Sajószentpéter, 1962. június 3. –) labdarúgó, középpályás.

## Pályafutása
A Bp. Honvéd csapatában mutatkozott az élvonalban 1982. augusztus 28-án a Nyíregyháza ellen, ahol 1–0-ra kikapott a csapata. 1982 és 1985 között 54 bajnoki mérkőzésen szerepelt kispesti színekben és nyolc gólt ért el. A csapattal két bajnoki címet és magyar kupa-győzelmet szerzett. Az 1985–86-os idényben a Haladás csapatában játszott. Utolsó élvonalbeli mérkőzésen a Siófoki Bányász együttesét 1–0-re legyőzte csapata.

## Sikerei, díjai
- Magyar bajnokság
  - bajnok: 1983–84, 1984–85
  - 3.: 1982–83
- Magyar kupa (MNK)
  - győztes: 1985